# チチパパ親父!娘をたのむで!
『チチパパ親父!娘をたのむで!』（チチパパおやじ むすめをたのむで）は、1997年4月25日から同年9月26日までフジテレビ系列局で放送されていたバラエティ番組である。フジテレビと関西テレビの共同製作。放送時間は毎週金曜 19:00 - 20:00 （日本標準時）。

## 概要
毎回一般の父親と娘が出場し、スタジオでトークやゲームをしていた視聴者参加型番組。フジテレビ・関西テレビの金曜19:00からの枠では初となる1時間のレギュラー番組だったが、半年で終了した。
2局共同製作となったこの番組の送出はフジテレビから行われた。
なお、フジテレビ系列の金曜19時台はそれまで前半のみがローカルセールス枠だったが、この番組が始まった時期からローカルセールス枠が後半にも拡大されて、ローカルセールス枠が1時間か1時間弱と現在もこの体制が続いている。

## 出演者
- 笑福亭鶴瓶
- 堂本光一（KinKi Kids）
- 木佐彩子（当時フジテレビアナウンサー）
- 武田イク（武田鉄矢の実母）

## 番組内容
父と娘の今夜はとことん
スタジオで父と娘がふだん言えない気持ちをぶつけあい、最後は娘が父に彼を紹介する。
娘をたのむで
結婚を決めた娘と彼を送り出す父が登場してスタジオでトークする。
スタジオゲーム
番組に登場した父娘2組が豪華賞品を賭けて戦う。
結婚への道
半年後に結婚を控えた娘を追うドキュメンタリー。

## スタッフ
- 企画：吉田正樹（フジテレビ）
- ナレーター：奥田民義、阿部知代（フジテレビアナウンサー）
- 構成：堀田延、山田美保子、関根清貴、山田八、山下由香里、草場昭子
- TD：田中祥嗣
- カメラ：中島浩司
- 音声：近藤良弘
- VE：矢田目幸一、山下光敏【週替り】
- PA：後藤龍幸
- 照明：岩本泰和
- 音効：柳原英博（佳夢音）
- TK：満松美弥子
- 美術制作：上村正三
- デザイン：越野幸栄（フジテレビ）
- 美術進行：内藤佳奈子、大澤麻衣
- 編集：渡辺篤、十川海次郎
- MA：日吉寛
- タイトル：小杉文彦（ケネックジャパン）
- 技術協力：スウィッシュ・ジャパン、FLT、トムキャット、イムプレス、TDKコア、レモンスタジオ
- 美術協力：フジアール
- 広報：中根将好（フジテレビ）、市瀬希（関西テレビ）
- 編成：石井浩二（フジテレビ）、植村泰之（関西テレビ）
- ディレクター：市島晃生、児島良周、纐纈勇人、加藤雅也（関西テレビ）、馬越崇史、永峰修治（スタッフ21）
- 演出：李闘士男
- プロデューサー：白根淳子
- チーフプロデューサー：喜多隆（関西テレビ） → 山田一雄（関西テレビ）
- 制作協力：ウイルスプロダクション
- 制作著作：フジテレビ、関西テレビ